# Élections au Sri Lanka
Les élections au Sri Lanka ont lieu au niveau national ou provincial pour élire le président, le parlement, et les assemblées provinciales. Le Sri Lanka est une démocratie multipartite avec un bipartisme dominant.

## Élections nationales

### Élections présidentielles
Depuis 1982, le Sri Lanka élit un président pour un mandat de cinq ans au scrutin direct via une version modifiée du vote alternatif. Les électeurs peuvent classer jusqu'à trois candidats sur leurs bulletins de vote par ordre de préférence. Si aucun d'entre eux ne recueille la majorité absolue, un second décompte est mis en œuvre pour départager les deux candidats arrivés en tête. Pour cela, l'ensemble des bulletins sur lesquels des candidats éliminés figurent en première ou deuxième position sont répartis sur les deux candidats restants si ceux-ci y figurent en deuxième ou troisième position. Le candidat ayant reçu le plus de voix ainsi cumulées est déclaré élu. 
Depuis l'instauration de ce système en 1982, aucun second tour instantané n'a cependant été nécessaire, tous les présidents élus l'ayant été dès le premier tour de scrutin.

### Historique
|  | Année | Vainqueur                  | Voix      | %      | Parti politique            | Alliance politique               |
|  | ----- | -------------------------- | --------- | ------ | -------------------------- | -------------------------------- |
|  | 1982  | Junius Richard Jayewardene | 3 450 811 | 52.91% | United National Party      |                                  |
|  | 1988  | Ranasinghe Premadasa       | 2 569 199 | 50.43% | United National Party      |                                  |
|  | 1994  | Chandrika Kumaratunga      | 4 709 205 | 62.28% | Sri Lanka Freedom Party    | People's Alliance                |
|  | 1999  | Chandrika Kumaratunga      | 4 312 157 | 51.12% | Sri Lanka Freedom Party    | People's Alliance                |
|  | 2005  | Mahinda Rajapaksa          | 4 887 152 | 50.29% | Sri Lanka Freedom Party    | United People's Freedom Alliance |
|  | 2010  | Mahinda Rajapaksa          | 6 015 934 | 57.88% | Sri Lanka Freedom Party    | United People's Freedom Alliance |
|  | 2015  | Maithripala Sirisena       | 6 217 162 | 51,79% | Nouveau Front démocratique | United People's Freedom Alliance |

### Élections législatives
Le Sri Lanka élit une assemblée législative pour un mandat de cinq ans par le peuple.
Le Parlement compte 225 membres, 196 membres élus dans des circonscriptions selon un système de représentation proportionnelle où chaque parti se voit attribuer un nombre de sièges du quota pour chaque district en fonction de la proportion du vote total obtenu dans le district. Les 29 autres députés, que l'on nomme la liste nationale, sont nommés par chaque secrétaire de parti selon le vote proportionnel au niveau du pays.
Dominion de Ceylan
| Année        |  | Premier ministre élu       | Parti vainqueur         |  | Parti de l'opposition         |
| ------------ |  | -------------------------- | ----------------------- |  | ----------------------------- |
| 1947         |  | Don Stephen Senanayake     | United National Party   |  | Lanka Sama Samaja Party       |
| 1952         |  | Dudley Senanayake          | United National Party   |  | Sri Lanka Freedom Party       |
| 1956         |  | Solomon Bandaranaike       | Sri Lanka Freedom Party |  | Lanka Sama Samaja Party       |
| Mars 1960    |  | Dudley Senanayake          | United National Party   |  | Sri Lanka Freedom Party       |
| Juillet 1960 |  | Sirimavo Bandaranaike      | Sri Lanka Freedom Party |  | United National Party         |
| 1965         |  | Dudley Senanayake          | United National Party   |  | Sri Lanka Freedom Party       |
| 1970         |  | Sirimavo Bandaranaike      | Sri Lanka Freedom Party |  | Lanka Sama Samaja Party       |
| 1977         |  | Junius Richard Jayewardene | United National Party   |  | Tamil United Liberation Front |

République du Sri Lanka
|  | Président de la République              | Année |  | Premier ministre élu                                                  | Alliance vainqueur                        |  | Alliance de l'opposition |
|  | --------------------------------------- | ----- |  | --------------------------------------------------------------------- | ----------------------------------------- |  | ------------------------ |
|  | Ranasinghe Premadasa                    | 1989  |  | Dingiri Banda Wijetunga                                               | United National Party                     |  | Sri Lanka Freedom Party  |
|  | Chandrika Kumaratunga                   | 1994  |  | Chandrika Kumaratunga (Aout 1994-Novembre 1994) Sirimavo Bandaranaike | People's Alliance                         |  | United National Party    |
|  | Chandrika Kumaratunga                   | 2000  |  | Ratnasiri Wickremanayake                                              | People's Alliance                         |  | United National Party    |
|  | Chandrika Kumaratunga                   | 2001  |  | Ranil Wickremesinghe                                                  | United National Front                     |  | People's Alliance        |
|  | Chandrika Kumaratunga Mahinda Rajapaksa | 2004  |  | Mahinda Rajapaksa (Avril 2004-Novembre 2005) Ratnasiri Wickremanayake | United People's Freedom Alliance          |  | United National Front    |
|  | Mahinda Rajapaksa                       | 2010  |  | D. M. Jayaratne                                                       | United People's Freedom Alliance          |  | United National Front    |
|  | Maithripala Sirisena                    | 2015  |  | Ranil Wickremesinghe                                                  | United National Front for Good Governance |  | Tamil National Alliance  |

### Référendums
Il n'y a eu qu'un seul référendum au Sri lanka : le référendum srilankais de 1982. Celui-ci a alors pour but de prolonger l'assemblée élue en 1977 pour 6 années de plus. Celle-ci voit le parti au pouvoir, l'United National Party, détenir plus des deux-tiers des sièges, 140 sur les 168, assurant les pleins pouvoirs au Président.